# Cone Hill
Der Cone Hill (englisch für ‚Kegel-Hügel‘) ist ein Hügel 3 km nordöstlich des Castle Rock auf der Hut-Point-Halbinsel im Südwesten der antarktischen Ross-Insel.
Der deskriptive Name wurde bei der Terra-Nova-Expedition (1910–1913) unter der Leitung des britischen Polarforschers Robert Falcon Scott vergeben.